# ВВС Забайкальского фронта
ВВС Забайкальского фронта (ВВС ЗабФ) — оперативное объединение фронтовой авиации, предназначенное для решения боевых задач (ведения боевых действий) во взаимодействии (в совместных операциях) с другими видами Вооружённых Сил Союза ССР, а также проведения самостоятельных воздушных операций.

## История наименований
- Воздушный флот Дальневосточной республики (1920 г.);
- ВВС Забайкальского военного округа (03.11.1921 г.);
- ВВС Дальневосточной республики (02.05.1922 г.);
- ВВС Забайкальского военного округа (17.05.1935 г.);
- ВВС Забайкальского фронта (01.09.1939 г.);
- 12-я воздушная армия (15.08.1942 г.);
- 45-я воздушная армия (20.02.1949 г.);
- ВВС Забайкальского военного округа (с 1957 г.);
- 23-я воздушная армия (с 08.1967 г.);
- ВВС Забайкальского военного округа, с июня 1980 года по май 1988 года;
- 23-я воздушная армия (с 08.1988 г. по 07.1998 г.).

## История и боевой путь
С началом войны 15 сентября 1941 года на базе управления и войск Забайкальского военного округа был сформирован Забайкальский
фронт. Одновременно с формированием фронта на базе управления ВВС Забайкальского военного округа были сформированы ВВС Забайкальского фронта. Войска ВВС фронта боевых действий не вели, а выполняли задачи по охране и обороне государственных границ СССР.
Приказом НКО СССР от 27 июля 1942 года на базе ВВС Забайкальского фронта 15 августа 1942 года сформирована 12-я воздушная армия в составе: управления, 30-й и 247-й бомбардировочных, 245-й и 246-й истребительных, 248-й штурмовой дивизий и других формирований. Армия перешла в оперативное подчинение Забайкальского фронта.

## В составе
Находились в составе Забайкальского фронта.
| Подчинение          | Период                  |
| ------------------- | ----------------------- |
| Забайкальский фронт | 15.09.1941 — 15.08.1942 |

## Командующие
- Герой Советского Союза генерал-лейтенант авиации Куцевалов Тимофей Фёдорович, с 27.07.1942 по 15.08.1942

## Состав
В состав ВВС фронта в разное время входили:

### 1941 год
| - ВВС 17-й армии - ВВС 36-й армии - Соединения и части фронтового подчинения: - 47-я смешанная авиационная дивизия - 2-я смешанная авиационная бригада - 318-й разведывательный авиационный полк |

| - ВВС 17-й армии - ВВС 36-й армии - Соединения и части фронтового подчинения: - 85-я истребительная авиационная дивизия - 88-я истребительная авиационная дивизия - 30-я бомбардировочная авиационная дивизия - 89-я штурмовая авиационная дивизия - 37-я смешанная авиационная дивизия - 84-я смешанная авиационная дивизия - 86-я смешанная авиационная дивизия - 87-я смешанная авиационная дивизия - 455-й ближнебомбардировочный авиационный полк |

| - ВВС 17-й армии - 85-я истребительная авиационная дивизия - 88-я истребительная авиационная дивизия - 37-я бомбардировочная авиационная дивизия - 84-я смешанная авиационная дивизия - ВВС 36-й армии - 89-я штурмовая авиационная дивизия - Соединения и части фронтового подчинения: - 30-я бомбардировочная авиационная дивизия - 86-я смешанная авиационная дивизия - 87-я смешанная авиационная дивизия |

| - ВВС 17-й армии - 84-я смешанная авиационная дивизия - ВВС 36-й армии - 89-я штурмовая авиационная дивизия - Соединения и части фронтового подчинения: - 30-я бомбардировочная авиационная дивизия - 37-я бомбардировочная авиационная дивизия - 85-я истребительная авиационная дивизия - 88-я истребительная авиационная дивизия - 86-я смешанная авиационная дивизия - 87-я смешанная авиационная дивизия |

### 1942 год
| - ВВС 17-й армии - 37-я бомбардировочная авиационная дивизия - 84-я смешанная авиационная дивизия - 85-я истребительная авиационная дивизия - 132-я бомбардировочная авиационная эскадрилья - ВВС 36-й армии - 88-я истребительная авиационная дивизия - 89-я штурмовая авиационная дивизия - 135-я разведывательная авиационная эскадрилья - Соединения и части фронтового подчинения: - 30-я бомбардировочная авиационная дивизия - 86-я смешанная авиационная дивизия - 87-я смешанная авиационная дивизия - 133-я разведывательная авиационная эскадрилья - 133-я разведывательная авиационная эскадрилья |

| - ВВС 17-й армии - 37-я бомбардировочная авиационная дивизия - 84-я смешанная авиационная дивизия - 85-я истребительная авиационная дивизия - 132-я бомбардировочная авиационная эскадрилья - ВВС 36-й армии - 88-я истребительная авиационная дивизия - 89-я штурмовая авиационная дивизия - Соединения и части фронтового подчинения: - 30-я бомбардировочная авиационная дивизия - 86-я смешанная авиационная дивизия - 87-я смешанная авиационная дивизия - 133-я разведывательная авиационная эскадрилья - 134-я разведывательная авиационная эскадрилья |

| - ВВС 17-й армии - 22-й истребительный авиационный полк - 56-й истребительный авиационный полк - 350-й истребительный авиационный полк - 56-й ближнебомбардировочный авиационный полк - 454-й ближнебомбардировочный авиационный полк - 132-я бомбардировочная авиационная эскадрилья - ВВС 36-й армии - 64-й штурмовой авиационный полк - 291-й штурмовой авиационный полк - 70-й истребительный авиационный полк - 351-й истребительный авиационный полк - 718-й истребительный авиационный полк - 541-й ближнебомбардировочный авиационный полк - 455-й ближнебомбардировочный авиационный полк - 135-я разведывательная авиационная эскадрилья - Соединения и части фронтового подчинения: - 30-я бомбардировочная авиационная дивизия - 51-й истребительный авиационный полк - 49-й бомбардировочный авиационный полк - 456-й ближнебомбардировочный авиационный полк - 457-й ближнебомбардировочный авиационный полк - 133-я разведывательная авиационная эскадрилья - 134-я разведывательная авиационная эскадрилья |

| - ВВС 17-й армии - 22-й истребительный авиационный полк - 56-й истребительный авиационный полк - 350-й истребительный авиационный полк - 56-й ближнебомбардировочный авиационный полк - 454-й ближнебомбардировочный авиационный полк - 132-я бомбардировочная авиационная эскадрилья - ВВС 36-й армии - 64-й штурмовой авиационный полк - 70-й истребительный авиационный полк - 351-й истребительный авиационный полк - 718-й истребительный авиационный полк - 541-й ближнебомбардировочный авиационный полк - 455-й ближнебомбардировочный авиационный полк - 135-я разведывательная авиационная эскадрилья - Соединения и части фронтового подчинения: - 30-я бомбардировочная авиационная дивизия - 51-й истребительный авиационный полк - 49-й бомбардировочный авиационный полк - 456-й ближнебомбардировочный авиационный полк - 457-й ближнебомбардировочный авиационный полк - 846-й легко-бомбардировочный авиационный полк - 847-й легко-бомбардировочный авиационный полк - 848-й легко-бомбардировочный авиационный полк - 849-й легко-бомбардировочный авиационный полк - 23-я тяжелобомбардировочная авиационная эскадрилья - 133-я разведывательная авиационная эскадрилья - 134-я разведывательная авиационная эскадрилья |

| - ВВС 17-й армии - 22-й истребительный авиационный полк - 56-й истребительный авиационный полк - 350-й истребительный авиационный полк - 56-й ближнебомбардировочный авиационный полк - 454-й ближнебомбардировочный авиационный полк - 291-й штурмовой авиационный полк - 132-я бомбардировочная авиационная эскадрилья - ВВС 36-й армии - 64-й штурмовой авиационный полк - 70-й истребительный авиационный полк - 351-й истребительный авиационный полк - 718-й истребительный авиационный полк - 541-й ближнебомбардировочный авиационный полк - 455-й ближнебомбардировочный авиационный полк - 135-я разведывательная авиационная эскадрилья - Соединения и части фронтового подчинения: - 30-я бомбардировочная авиационная дивизия - 51-й истребительный авиационный полк - 49-й бомбардировочный авиационный полк - 456-й ближнебомбардировочный авиационный полк - 457-й ближнебомбардировочный авиационный полк - 846-й легко-бомбардировочный авиационный полк - 847-й легко-бомбардировочный авиационный полк - 848-й легко-бомбардировочный авиационный полк - 849-й легко-бомбардировочный авиационный полк - 133-я разведывательная авиационная эскадрилья - 134-я разведывательная авиационная эскадрилья |

| - ВВС 17-й армии - 22-й истребительный авиационный полк - 56-й истребительный авиационный полк - 350-й истребительный авиационный полк - 56-й ближнебомбардировочный авиационный полк - 454-й ближнебомбардировочный авиационный полк - 291-й штурмовой авиационный полк - 132-я бомбардировочная авиационная эскадрилья - ВВС 36-й армии - 64-й штурмовой авиационный полк - 70-й истребительный авиационный полк - 351-й истребительный авиационный полк - 718-й истребительный авиационный полк - 541-й ближнебомбардировочный авиационный полк - 455-й ближнебомбардировочный авиационный полк - 456-й ближнебомбардировочный авиационный полк - 135-я разведывательная авиационная эскадрилья - Соединения и части фронтового подчинения: - 30-я бомбардировочная авиационная дивизия - 51-й истребительный авиационный полк - 49-й бомбардировочный авиационный полк - 457-й ближнебомбардировочный авиационный полк - 846-й легко-бомбардировочный авиационный полк - 848-й легко-бомбардировочный авиационный полк - 849-й легко-бомбардировочный авиационный полк - 133-я разведывательная авиационная эскадрилья - 134-я разведывательная авиационная эскадрилья - 10-я бомбардировочная авиационная эскадрилья |

| - ВВС 17-й армии - 22-й истребительный авиационный полк - 56-й истребительный авиационный полк - 350-й истребительный авиационный полк - 56-й ближнебомбардировочный авиационный полк - 454-й ближнебомбардировочный авиационный полк - 291-й штурмовой авиационный полк - 847-й легко-бомбардировочный авиационный полк - 132-я бомбардировочная авиационная эскадрилья - ВВС 36-й армии - 64-й штурмовой авиационный полк - 70-й истребительный авиационный полк - 351-й истребительный авиационный полк - 718-й истребительный авиационный полк - 541-й ближнебомбардировочный авиационный полк - 455-й ближнебомбардировочный авиационный полк - 135-я разведывательная авиационная эскадрилья - Соединения и части фронтового подчинения: - 30-я бомбардировочная авиационная дивизия - 51-й истребительный авиационный полк - 49-й бомбардировочный авиационный полк - 456-й ближнебомбардировочный авиационный полк - 457-й ближнебомбардировочный авиационный полк - 133-я разведывательная авиационная эскадрилья - 134-я разведывательная авиационная эскадрилья - 10-я бомбардировочная авиационная эскадрилья - на формировании и укомплектовании: - 46-й бомбардировочный авиационный полк - 260-й пикирующий бомбардировочный авиационный полк - 804-й бомбардировочный авиационный полк - 846-й легко-бомбардировочный авиационный полк - 848-й легко-бомбардировочный авиационный полк - 849-й легко-бомбардировочный авиационный полк |

| - 30-я бомбардировочная авиационная дивизия - 247-я бомбардировочная авиационная дивизия - 245-я истребительная авиационная дивизия - 351-й истребительный авиационный полк - 718-й истребительный авиационный полк - 781-й истребительный авиационный полк - 940-й истребительный авиационный полк - 246-я истребительная авиационная дивизия - 22-й истребительный авиационный Халхингольский Краснознамённый полк - 70-й истребительный авиационный полк - 350-й истребительный авиационный полк - 356-й истребительный авиационный полк - 445-й ближнебомбардировочный авиационный полк - 248-я штурмовая авиационная дивизия - 12-й разведывательный авиационный полк - 846-й легкобомбардировочный авиационный полк - 849-й легкобомбардировочный авиационный полк |